# Sinabang
Sinabang är en ort på ön Simeulue i västra Indonesien. Den är huvudort för regentskapet Simeulue i den autonoma regionen Aceh och folkmängden uppgick till cirka 15 000 invånare vid folkräkningen 2010.